# Đội tuyển bóng đá quốc gia Zanzibar
Đội tuyển bóng đá quốc gia Zanzibar là đội tuyển cấp quốc gia của Zanzibar do Hiệp hội bóng đá Zanzibar quản lý.

## Danh hiệu
- Vô địch Cúp CECAFA: 1

Vô địch: 1995
Hạng ba: 1974; 2005; 2009; 2012
Hạng tư: 1979; 1982; 1990

## Thành tích

### Cúp bóng đá châu Phi
- 1957 đến 2015 - Không tham dự